# Francis Rossi
Francis Rossi, właśc. Francis Dominic Michael Nicholas Rossi (ur. 29 maja 1949 w Londynie) – angielski muzyk, współzałożyciel, wokalista, gitarzysta i autor tekstów angielskiej grupy rockowej Status Quo. Razem z Rickiem Parfittem został w 2010 uhonorowany tytułem Oficera Orderu Imperium Brytyjskiego (OBE) za zasługi dla muzyki i działalność dobroczynną.

## Życiorys
Pochodzi z rodziny o włoskich korzeniach. Muzyczną karierę rozpoczął w wieku 13 lat, tworząc wraz z kolegami ze szkoły zespół o nazwie The Scorpions. Po kilku kolejnych zmianach nazwy zespół w 1967 r. przemianował się na The Status Quo (później nazwa została skrócona do Status Quo), dołączył też do niego gitarzysta Rick Parfitt. Rossi został głównym wokalistą zespołu i gitarzystą. Przez sześć dekad istnienia zespół wydał blisko 30 albumów studyjnych, sprzedając 118 milionów egzemplarzy swoich nagrań.
Oprócz działalności w Status Quo, Rossi prowadzi też karierę solową. Pierwszy singel, zatytułowany „Modern Romance”, nagrał w 1985 r., w tym samym roku powstały też inne nagrania do albumu Flying Debris, który jednak nie został nigdy wydany. Debiutancki album solowy Rossiego, inspirowany muzyką country King of the Doghouse ukazał się dopiero w 1996 r. i nie odniósł sukcesu komercyjnego ani uznania krytyków. Drugi album, zatytułowany One Step at a Time, został wydany w 2010 r. Jednym z utworów z tego albumu jest nowa wersja „Caroline” z repertuaru Status Quo (singel z 1973 r.). W tym samym roku Rossi udał się po raz pierwszy w solową trasę koncertową, a rok później jeden z jego występów, zarejestrowany podczas występu w Londynie, wydano jako album koncertowy.
Ponadto Rossi śpiewał na albumach: Exiled grupy Mitchell / Coe Mysteries (1980), Line-Up Grahama Bonneta (1981), a także na albumie z coverami The Beatles, All This and World War II (1976).

## Sprzęt muzyczny
Francis Rossi używa gitary Fender Telecaster (model z 1957). Większość części została zamieniona na elementy firmy G&L, dodano też trzeci przetwornik, tworząc konfigurację podobną jak w gitarze Fender Stratocaster. Jako wzmacniaczy Rossi używa Marshalla JCM800 lub JCM900 Lead w połączeniu z Vox AC30.

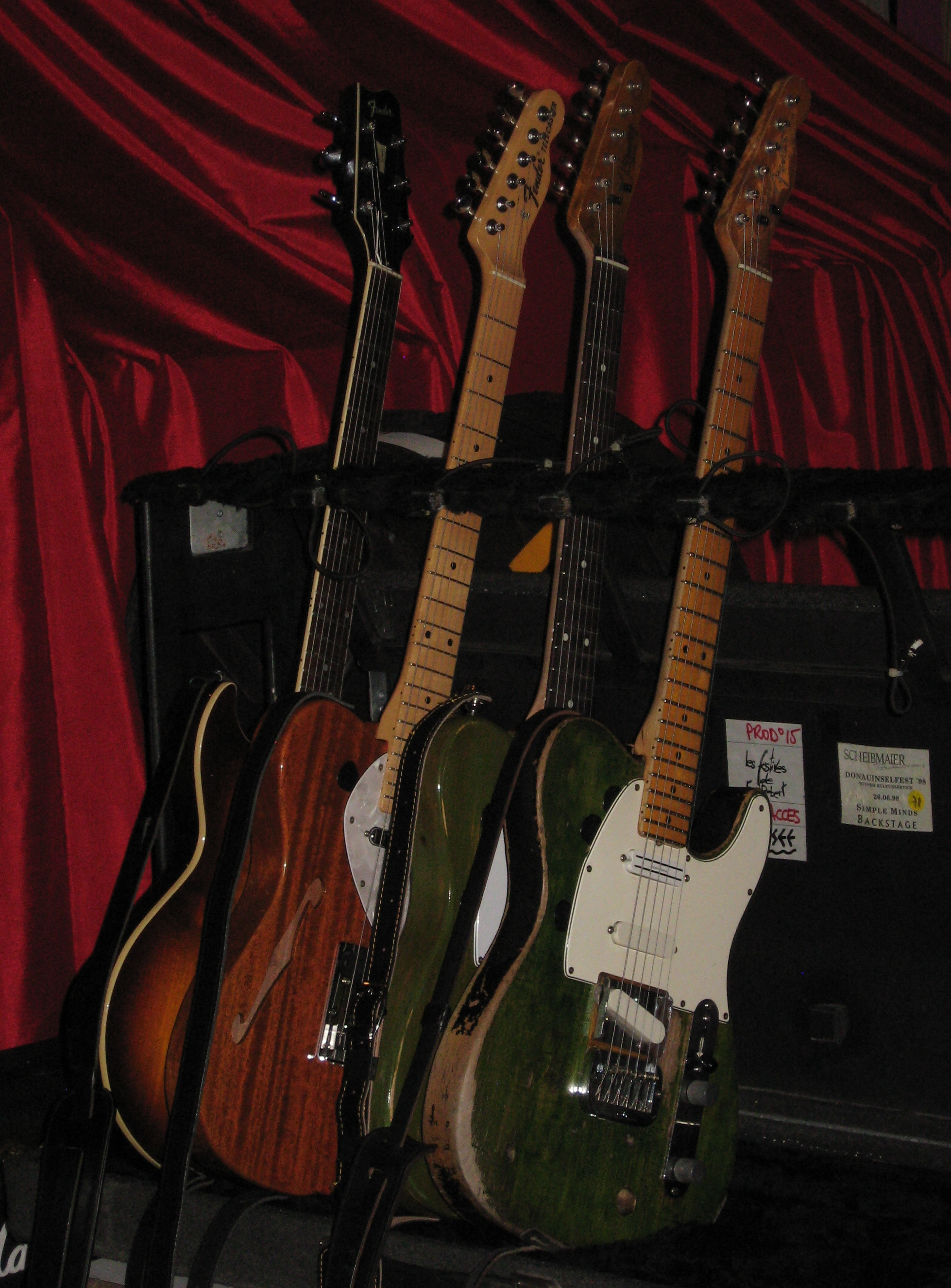
Gitary Francisa Rossiego

## Życie prywatne
Rossi mieszka w Surrey w Anglii. Był dwukrotnie żonaty i ma siedmioro dzieci – troje z pierwszego małżeństwa (1967–1979) oraz czworo z obecną (od 1992 r.) żoną, Eileen.
Preferuje kobiecy wokal, jednak nie znosi muzyki pop.
W 2009 Rossi obciął swój kucyk, który nosił od 35 lat. Jak sam stwierdził, jego włosy stały się zbyt rzadkie na taką fryzurę: Parę tygodni temu dotarło do mnie, że wyglądam jak wariat. Zdecydowałem więc, że czas zapomnieć o uporczywym trzymaniu się młodości i godnie się zestarzeć. Kucyk otrzymała wieloletnia fanka Status Quo jako nagrodę w konkursie zorganizowanym przez dziennik The Sun.

## Dyskografia
Albumy solowe:
- 1996 King of the Doghouse
- 2010 One Step at a Time